# Provincie Teramo
Teramo (Provincia di Teramo) je provincie v oblasti Abruzzo. Sousedí na severu s Ascoli Piceno, na jihu s provincií Pescara, na jihozápadě s provincií L'Aquila a na západě s provincií Rieti. Na východě její břehy omývá Jaderské moře.

## Okolní provincie
| Růžice kompasu |          | Ascoli Piceno    |  | Růžice kompasu |
| Růžice kompasu | Rieti    | Sever            |  | Růžice kompasu |
| Růžice kompasu | Rieti    | Provincie Teramo |  | Růžice kompasu |
| Růžice kompasu | Rieti    | Jih              |  | Růžice kompasu |
| Růžice kompasu | L'Aquila | Pescara          |  | Růžice kompasu |